# Fieberbrunn
Fieberbrunn est une commune autrichienne du district de Kitzbühel dans le Tyrol.

## Galerie

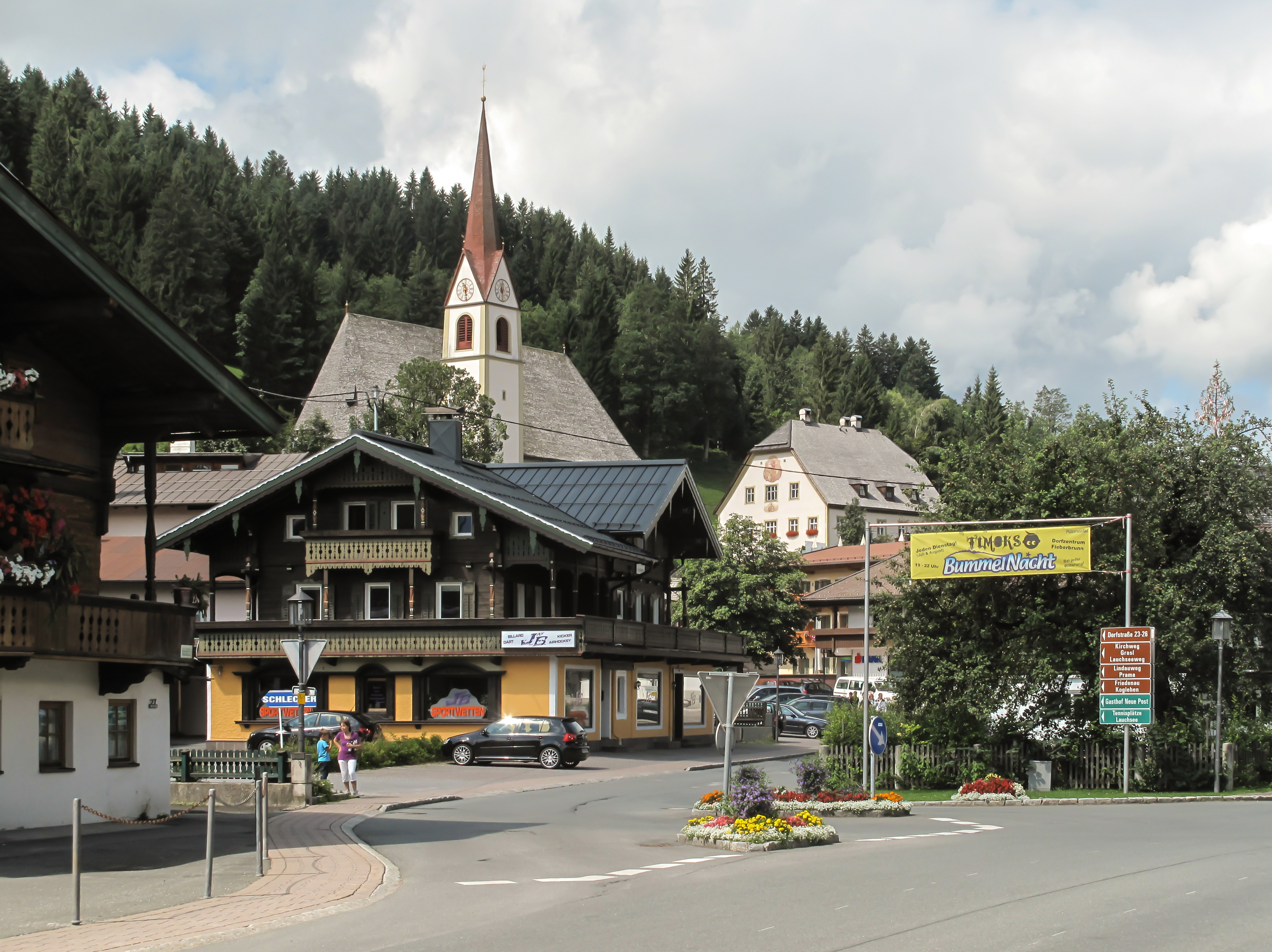
église (die Katholische Pfarrkirche hll Primus und Felizian) dans la rue
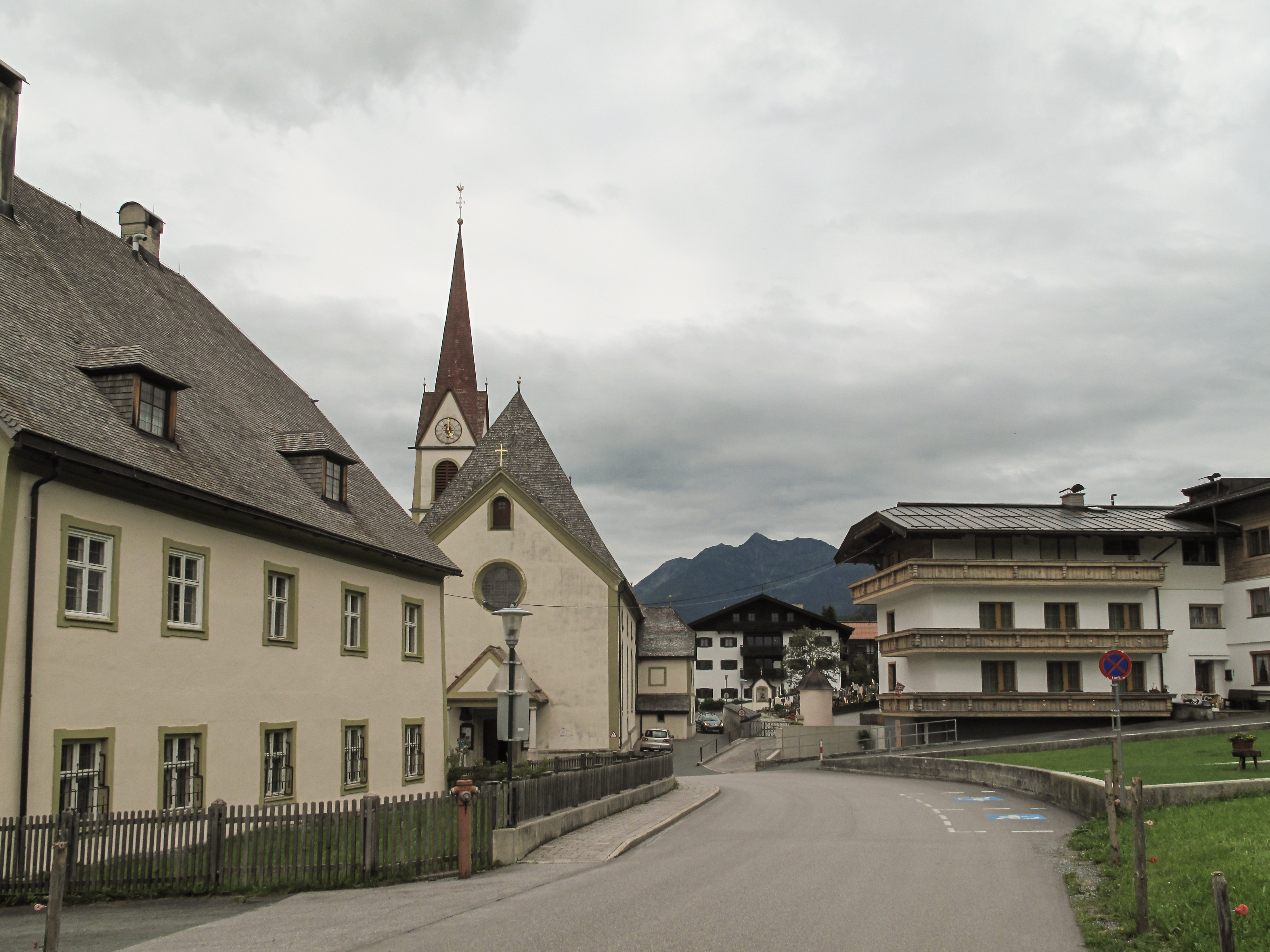
église (katholische Pfarrkirche) dans la rue
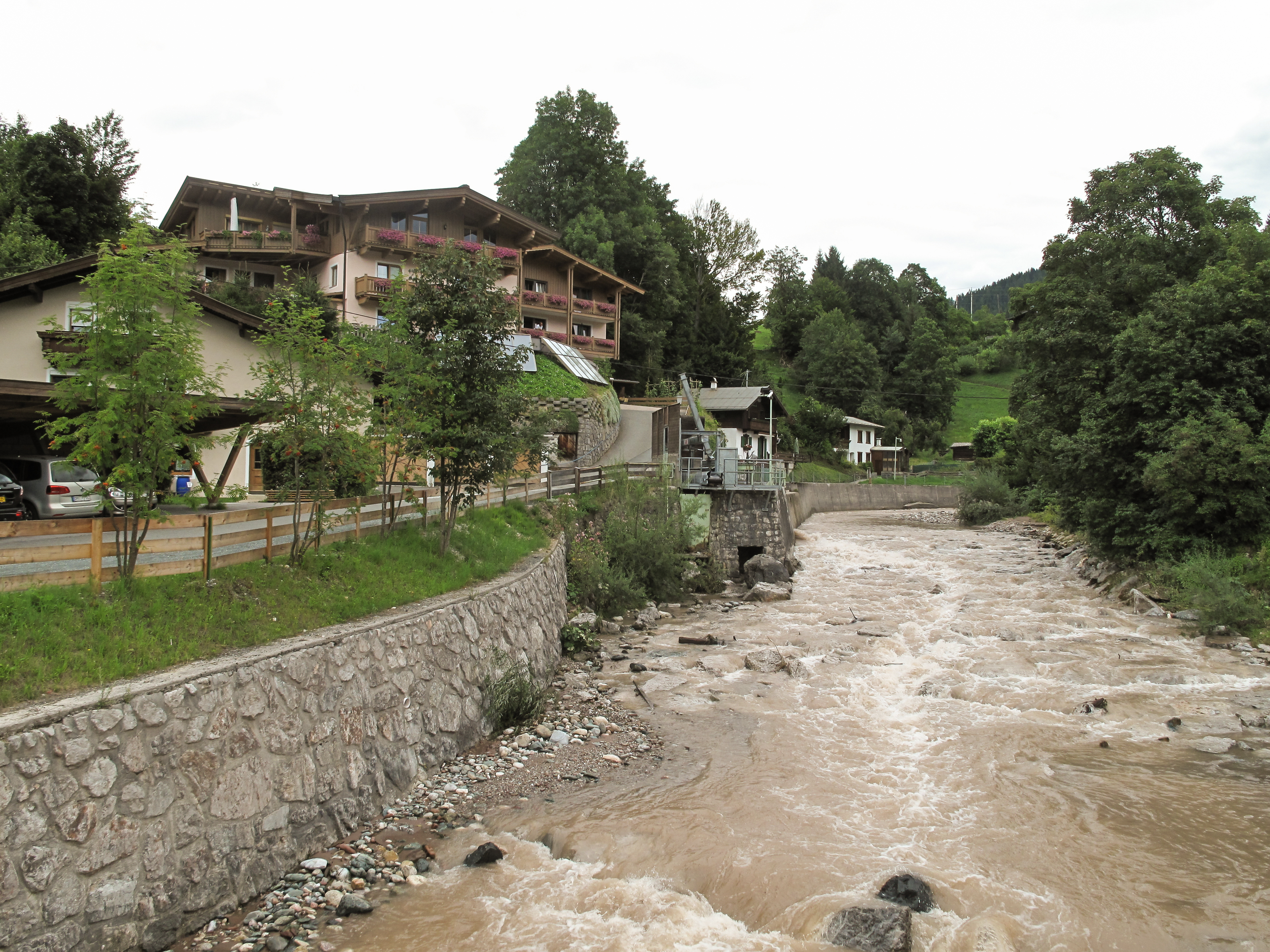
ruisseau dans le village
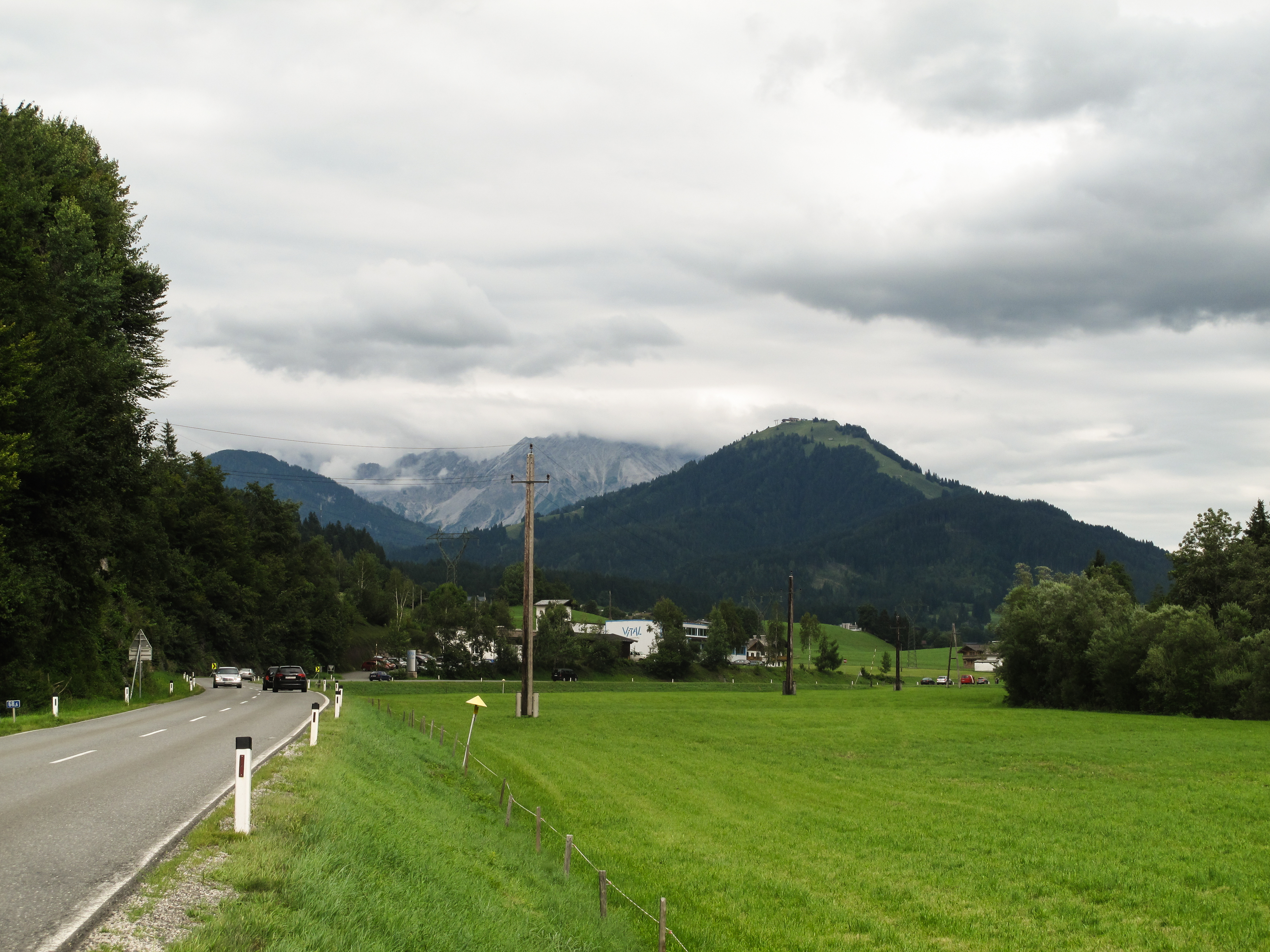
panorama entre Fieberbrunn et Sankt Johann